# Češki magacin
Češki magacin je historická památkově chráněná budova, která se nachází v Novém Sadu, v srbské Vojvodině, v městské části Liman (nedaleko pláže Štrand, na adrese Bulevar despota Stefana 7).
Objekt byl vybudován krátce po první světové válce, kdy byly vztahy mezi Československem a Královstvím Srbů, Chorvatů a Slovinců velmi příznivé. Jako vhodná lokalita byla vybrána průmyslová zóna ve čtvrti Liman, která se nachází v jižní části města. Tehdy tudy vedla i železniční trať, která byla v 60. letech 20. století přeložena severně od historického centra města. Objekt nechala vybudovat československá vláda[zdroj?], která jej využívala buď jako překladiště zboží, směřujícího na sever, nebo jako překladiště zboží, které bylo do Jugoslávie dováženo z Československa.
Konstrukce objektu je ocelová a tvoří ji dvě řady po jedenácti sloupech, uprostřed objektu je umístěn výtah.
Na konci 90. let sídlil v budově populární NS klub, v rámci něhož byly do objektu nastěhovány jako kulisa různé vyřazené východoevropské stroje, včetně letounu MiG-21.
Pro prostorný objekt, který byl v roce 2001 vyhlášen za památku, byla navrhována různá využití, např. jako jedna z budov Muzea současného umění, nicméně žádný z projektů nebyl realizován. Slouží jako depozitář Matice srbské a chátrá.